# قائمة قرينات ملوك ليون
تحتوي هذه القائمة على قرينات ملوك ليون.
هذه القائمة جزء من قائمة قرينات ملوك أستورياس، ولاستمرار القائمة انظر:قائمة قرينات ملوك قشتالة حالياً قائمة قرينات ملوك إسبانيا.

## ملكات ليون

### أسرة بني ألفونس
| الصورة            | الاسم                     | الوالد                                     | الميلاد | الزواج                         | تتويج الزوج                    | توقف القرينة                    | الوفاة                           | الزوج          |
| ----------------- | ------------------------- | ------------------------------------------ | ------- | ------------------------------ | ------------------------------ | ------------------------------- | -------------------------------- | -------------- |
|                   | مونيادونا                 | كونت بيرزو                                 | -       | 847                            | 1 يناير 850 تتويج الزوج        | 27 مايو 866 وفاة الزوج          | -                                | أردونيو الأول  |
|                   | خيمينا من بنبلونة         | (احتمال) غارسيا إنيغيز (إنيغيز)            | 848     | 870/869                        | 870/869                        | 20 ديسمبر 910 وفاة الزوج        | بعد يونيو 912                    | ألفونسو الثالث |
|                   | مونيادونا من قشتالة       | (ربما) نونو فرنانديث دي أميا، كونت قشتالة  | -       | قبل 910                        | 20 ديسمبر 910 تتويج الزوج      | 19 يناير 914 وفاة الزوج         | -                                | غارسيا الأول   |
|                   | إلبيرة مينيديس            | هرمنغيلدو غوتيريز، كونت كويمبرا            | 875-864 | 900-890                        | 19 يناير 914 تتويج الزوج       | 8 سبتمبر/أكتوبر 921             | 8 سبتمبر/أكتوبر 921              | أردونيو الثاني |
|                   | أراغونتا غونثالث          | الكونت غونزالو بيتوتيث (بيتوتيث)           | -       | فبراير 922                     | فبراير 922                     | قبل 923 انكار الزواج            | 956                              | أردونيو الثاني |
|                   | سانشا سانشيز من بنبلونة   | سانشو الأول ملك بنبلونة (خيمينيز)          | بعد 900 | فبراير–مارس 923                | فبراير–مارس 923                | يونيو 924 توفي الزوج            | 9 يونيو 952 أو 26 ديسمبر 959/955 | أردونيو الثاني |
|                   | أوراكا بنت قسي            | عبد الله بن محمد بن قسي (بنو قسي)          | -       | 917/913                        | يونيو 924 تتويج الزوج          | يوليو 925 وفاة الزوج            | -                                | فرويلا الثاني  |
|                   | أونيكا سانشيز من بنبلونة  | سانشو الأول ملك بنبلونة (خيمينيز)          | -       | 923                            | يوليو 925 تتويج الزوج          | يونيو 931                       | يونيو 931                        | ألفونسو الرابع |
|                   | أوراكا سانشيز من بنبلونة  | سانشو الأول ملك بنبلونة (خيمينيز)          | 915     | 934-932                        | 934-932                        | 1 يناير 951 وفاة الزوج          | 23 يونيو 956                     | راميرو الثاني  |
|                   | أوراكا فرنانديث من قشتالة | فرنان غونثالث كونت قشتالة                  | 935/920 | 951/944                        | يناير 951 تتويج الزوج          | 956 انكار الزوج                 | 1007                             | أردونيو الثالث |
| قبل 18 نوفمبر 958 | قبل 18 نوفمبر 958         | فرنان غونثالث كونت قشتالة                  | 935/920 | 960 احباط الزواج               | أردونيو الرابع                 |                                 | 1007                             |                |
|                   | تيريزا أنسوريث من قشتالة  | آسور فرينانديث كونت مونزون                 | -       | قبل 26 أبريل 960               | قبل 26 أبريل 960               | ديسمبر 966 وفاة الزوج           | بعد 997                          | سانشو الأول    |
|                   | سانشا غوميث من سالدانيا   | غوميز دياث، كونت سالدانيا (بني غوميث)      | -       | قبل يناير 979                  | قبل يناير 979                  | بعد 983                         | بعد 983                          | راميرو الثالث  |
|                   | فيلاسكويتا راميريث        | راميرو مينيديث (بيتوتيث)                   | -       | قبل 29 سبتمبر 985              | قبل 29 سبتمبر 985              | بعد 24 ديسمبر 988 انكار الزواج  | بعد 1030                         | برمودو الثاني  |
|                   | إلبيرة غارسيا من قشتالة   | غارسيا فرنانديث كونت قشتالة                | 965     | 991                            | 991                            | سبتمبر 999 وفاة الزوج           | ديسمبر 1017                      | برمودو الثاني  |
|                   | إلبيرة مينيديس            | مينيدو غونثالث، كونت بورتس كال (بيتوتيث)   | 996     | 1010–1015                      | 1010–1015                      | 20 ديسمبر 1022                  | 20 ديسمبر 1022                   | ألفونسو الخامس |
|                   | أوراكا غارسيا من بنبلونة  | غارسيا سانشيز الثاني ملك بنبلونة (خيمينيز) | -       | 1023                           | 1023                           | 4 يوليو/7 أغسطس 1028 وفاة الزوج | بعد 6 أغسطس 1031                 | ألفونسو الخامس |
|                   | خيمينا سانشيز من بنبلونة  | سانشو الثالث ملك بنبلونة (خيمينيز)         | -       | 23 يناير 1034 - 17 فبراير 1035 | 23 يناير 1034 - 17 فبراير 1035 | 4 سبتمبر 1037 وفاة الزوج        | بعد 23 ديسمبر 1062               | برمودو الثالث  |

### أسرة خيمينيز
| الصورة | الاسم                    | الوالد                                                      | الميلاد   | الزواج                        | تتويج ملكة                                             | توقف القرينة                  | الوفاة                   | الزوج                     |
| ------ | ------------------------ | ----------------------------------------------------------- | --------- | ----------------------------- | ------------------------------------------------------ | ----------------------------- | ------------------------ | ------------------------- |
|        | سانشا من ليون            | ألفونسو الخامس ملك ليون (بني ألفونس)                        | 1013      | نوفمبر–ديسمبر 1032            | 4 سبتمبر 1037 تتويج الزوج                              | 24 يونيو 1065 وفاة الزوج      | 27 نوفمبر 1067           | فرناندو الأول             |
|        | أغنيس من أقطانيا         | ويليام الثامن دوق أقطانية (بواتييه)                         | 1059      | 1069 أو أواخر 1073/أوائل 1074 | 1069 أو أواخر 1073/أوائل 1074                          | يناير 1072 خلع الزوج          | 1093/1077 أو بعد 1099    | ألفونسو السادس            |
|        | ألبرتا                   | يعتقد ويليام الفاتح                                         | -         | أواخر 1070/ قبل 26 مارس 1071  | 12 يناير 1072 تتويج الزوج                              | 7 أكتوبر 1072 وفاة الزوج      | -                        | سانشو الثاني              |
|        | أغنيس من أقطانيا         | ويليام الثامن دوق أقطانية (بواتييه)                         | 1059      | 1069 أو أواخر 1073/أوائل 1074 | 7 أكتوبر 1072 صعود الزوج أو أواخر 1073/أوائل 1074 زواج | بعد 22 مايو 1077 طلاق أو وفاة | 1077 أو 1093 أو بعد 1109 | ألفونسو السادس (مرة أخرى) |
|        | كونستانس من بورغندي      | روبرت الأول دوق بورغندي (بورغندي)                           | 1045      | ديسمبر 1079 أو 8 مايو 1080    | ديسمبر 1079 أو 8 مايو 1080                             | 25 يوليو/25 أكتوبر 1093       | 25 يوليو/25 أكتوبر 1093  | ألفونسو السادس (مرة أخرى) |
|        | بيرتا                    | يعتقد ويليام الأول كونت بورغندي أو أميديو الثاني كونت سافوي | -         | ديسمبر 1094 أو أبريل 1095     | ديسمبر 1094 أو أبريل 1095                              | 1099–1100                     | 1099–1100                | ألفونسو السادس (مرة أخرى) |
|        | إيزابيلا                 | -                                                           | -         | 1100، قبل 14 مايو             | 1100، قبل 14 مايو                                      | 1107، بعد 14 مايو             | 1107، بعد 14 مايو        | ألفونسو السادس (مرة أخرى) |
|        | بياتريس                  | يعتقد أنها ابنة ويليام الثامن دوق أقطانية أو ويليام التاسع  | -         | أبريل/مايو 1108               | أبريل/مايو 1108                                        | 1 يوليو 1109 وفاة الزوج       | -                        | ألفونسو السادس (مرة أخرى) |
|        | ألفونسو الأول ملك أراغون | سانشو راميريث ملك أراغون ونافارا (خيمينيز)                  | 1073/1074 | أكتوبر 1109                   | أكتوبر 1109                                            | 1115 فسخ الزواج               | 7 سبتمبر 1134            | أوراكا                    |

### أسرة بورغندي
| الصورة                     | الاسم                      | الوالد                                        | الميلاد                    | الزواج              | تتويج الزوج                          | توقف القرينة                                  | الوفاة                               | الزوج                                |
| -------------------------- | -------------------------- | --------------------------------------------- | -------------------------- | ------------------- | ------------------------------------ | --------------------------------------------- | ------------------------------------ | ------------------------------------ |
|                            | برينغيلا من برشلونة        | ريموند برانجيه الثالث، كونت برشلونة (برشلونة) | 1116                       | نوفمبر 1128         | نوفمبر 1128                          | 15/31 يناير 1149                              | 15/31 يناير 1149                     | ألفونسو السابع                       |
|                            | ريكولدا من بولندا          | فلاديسلاف الثاني دوق بولندا (بياست)           | 1140/1130                  | أكتوبر/ديسمبر 1152  | أكتوبر/ديسمبر 1152                   | 21 أغسطس 1157 وفاة الزوج                      | 16 يونيو 1185                        | ألفونسو السابع                       |
|                            | أوراكا من البرتغال         | أفونسو الأول ملك البرتغال (بورغندي)           | 1151                       | مايو/يونيو 1165     | مايو/يونيو 1165                      | 1175 ابطال الزواج من قبل البابا               | 16 أكتوبر 1188                       | فرناندو الثاني                       |
|                            | تيريزا فرنانديز دي ترافا   | فرناندو بيريز دي ترافا، لورد تراستامارا       | -                          | قبل 7 أكتوبر 1178   | قبل 7 أكتوبر 1178                    | 7 فبراير 1180                                 | 7 فبراير 1180                        | فرناندو الثاني                       |
|                            | أوراكا لوبيز دي هارو       | لوبي دياث الأول، لورد بيسكاي                  | -                          | مايو 1187/1185      | مايو 1187/1185                       | 22 يناير 1188 وفاة الزوج                      | 1223 أو بعد 1226                     | فرناندو الثاني                       |
|                            | تيريزا من البرتغال         | سانشو الأول ملك البرتغال (بورغندي)            | 1181/1176                  | 15 فبراير 1191      | 15 فبراير 1191                       | 1198/4 ابطال الزواج من قبل البابا             | 18/17 يونيو 1250                     | ألفونسو التاسع                       |
|                            | برينغيلا من قشتالة         | ألفونسو الثامن ملك قشتالة (إيفريا)            | 1 يونيو 1180               | 17 ديسمبر 1198/1197 | 17 ديسمبر 1198/1197                  | 1204، قبل 19 يونيو ابطال الزواج من قبل البابا | 8 نوفمبر 1246                        | ألفونسو التاسع                       |
| إذا كنت تريد إكمال القائمة | إذا كنت تريد إكمال القائمة | إذا كنت تريد إكمال القائمة                    | إذا كنت تريد إكمال القائمة | انظر                | قائمة قرينات ملوك قشتالة (1539-1230) | قائمة قرينات ملوك قشتالة (1539-1230)          | قائمة قرينات ملوك قشتالة (1539-1230) | قائمة قرينات ملوك قشتالة (1539-1230) |